# Trachypus viridulus
Trachypus viridulus là một loài rêu trong họ Trachypodaceae. Loài này được (Mitt.) Broth. mô tả khoa học đầu tiên năm 1906.